# Paradigalla
Paradigalla és un gènere d'ocells de la família dels paradiseids (Paradisaeidae).

## Taxonomia
Segons la Classificació del Congrés Ornitològic Internacional (versió 11.3, 2023) aquest gènere està format per dues espècies:
- Paradigalla carunculata - ocell del paradís carunculat.
- Paradigalla brevicauda - ocell del paradís cuacurt.